# フェリー太陽
フェリー太陽（フェリーたいよう）は、屋久島町が運航しているフェリー。

## 概要
第2太陽丸の代船として井筒造船所で建造され、1997年4月に就航した。
2013年12月17日、屋久島の北西沖で高波を受け、操舵室に海水が流入して通常の操船が出来なくなったため、避泊した後に翌日に宮之浦港に入港した。修理のため運休となり、運休中はふみ丸（定員12名）が宮之浦港と本村港の間を代替運航した。また、共同組海運の貨物フェリーみさきも臨時寄港した。その後、2014年3月8日に運航を再開した。
2015年5月29日、口永良部島の新岳が噴火した際には、通常運航を打ち切って救援に向かい、全島避難を支援した。宮之浦港と島間港の間で臨時ダイヤで運航されていたが、避難指示の解除により2015年12月29日から通常運航を再開した。
代船フェリー太陽2の建造により、2021年3月24日の運航をもって本船は引退した。

### 航路
- 本村港（口永良部島） - 宮之浦港（屋久島） - 島間港（種子島）

宮之浦港を起点に1日1往復運航される。偶数日は本村港、奇数日は島間港から運航する。

## 設計
船体は2層構造で上層の前方が操舵室および船室、後方がデッキ、下層の前方が船室、後方が車両甲板となっている。
船尾左舷にランプウェイを備えるが、車両甲板が低い位置にあるため、エレベーターで連絡されている。

### 設備

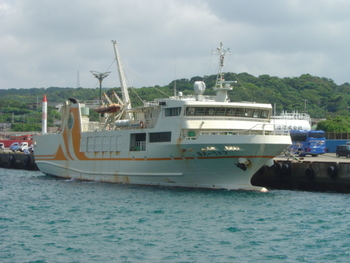
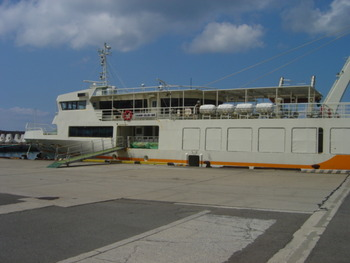
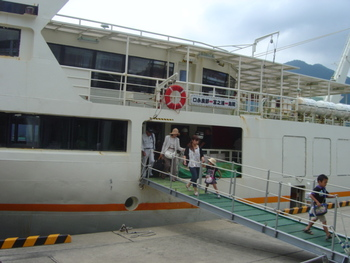
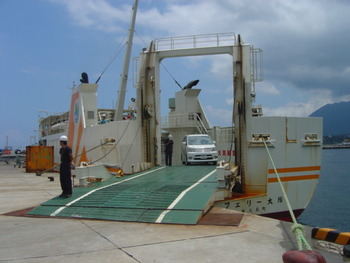
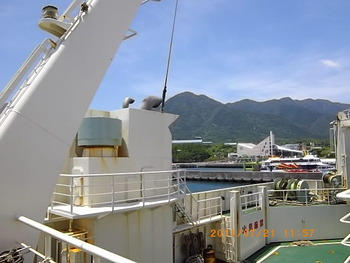
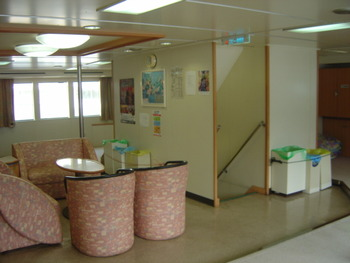
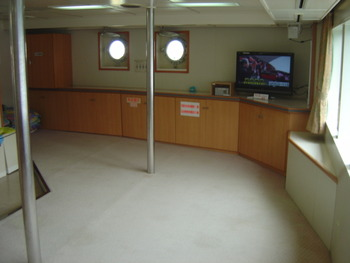
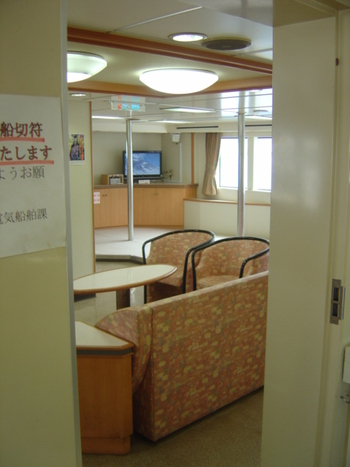
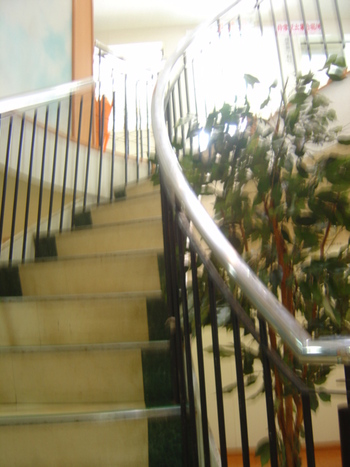
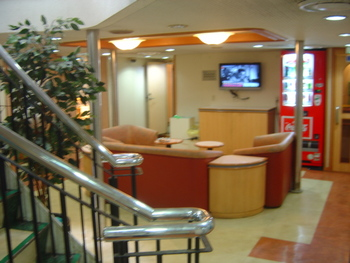
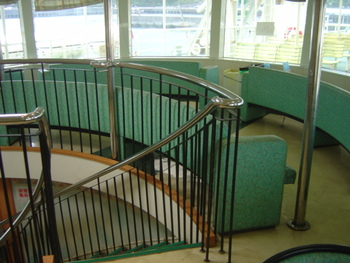
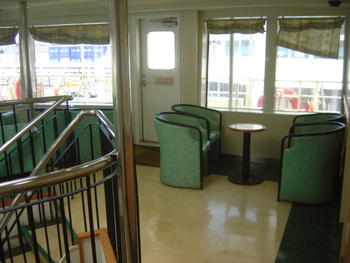
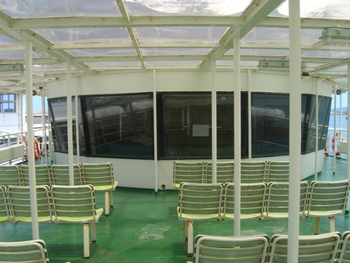

## 船内

### 船室
- 一等
- 二等

## 事故・インシデント

### 高波による運航阻害
2013年12月17日、15時15分ごろ、本村港から宮之浦港に向かって航行中、屋久島の一湊灯台の西方1.6海里の地点で、波高約4メートルの大波を左舷前方から受け、操舵室前面の旋回窓2枚およびガラス窓1枚が破損、操舵室に海水が流入した。船橋コンソール、航海計器、通信装置などが濡損し、正常に動作しなくなったため、両舷主機のスロットル操作のみで、一湊湾へ移動して避泊し、翌日宮之浦港に入港した。事故発生当時の天候は雨で、風力8の北東の風が吹いており、波高は約4メートルであった。鹿児島地方気象台から強風波浪注意報および海上強風警報が発表されていた。事故原因は、発航中止基準である風速15m/sを越えるおそれのある気象・海象で本村港を出港したこととされた。

### 新岳の噴火による全島避難
2015年5月29日、9時59分、口永良部島の新岳で爆発的噴火が発生した際、本船は宮之浦港から島間港へ向かって航行中だったが、全島住民の避難のため、10時35分、本船の派遣が決定される（2015年の口永良部島噴火#交通機関）。宮之浦港で通常運航を打ち切って救援のため本村港へ向かい、13時20分に本村港沖に到着した。海上保安庁の測量船拓洋（HL02）、巡視艇とから（PM21）の支援を受けて安全確認の上、本村港に14時37分に接岸、島民ほか125名を乗せて15時43分に離岸、17時30分に宮之浦港に到着した。
フェリー太陽の定員は100名であるが、気象庁による火山活動活発化の情報を受けて、屋久島町は事前に定員を150名とする運航計画変更を申請していた。5月25日に九州運輸局鹿児島運輸支局により海上運送法等に基づく運航計画および船舶運航計画の変更が認可され、噴火を受けて船舶安全法に基づく臨時変更証が交付され、定員を臨時に150名として運航された。